# Anastassia Morkovkina
Anastassia Morkovkina (* 6. April 1981 in Narva) ist eine ehemalige estnische Fußballspielerin und heutige -trainerin.

## Karriere
Morkovkina spielte von 2000 bis 2017 bei der Frauenfußballabteilung des Pärnu JK und erzielte in dieser Zeit 645 Tore.
Bis 2014 war sie mit 74 Spielen Rekordnationalspielerin Estlands, wurde dann von Kaire Palmaru abgelöst. Weiterhin ist sie mit 40 Länderspieltoren Rekordtorschützin ihres Landes.

## Erfolge
- Estnische Meisterin (15×): 1997/98, 1998, 1999, 2003, 2004, 2005, 2006, 2010, 2011, 2012, 2013, 2014, 2015, 2016, 2017
- Estnische Pokalsiegerin (6×): 2010, 2011, 2012, 2014, 2015, 2017
- Estnische Superpokalsiegerin (7×): 2011, 2012, 2013, 2014, 2015, 2016, 2017

- Estnische Fußballerin des Jahres (8×): 1996/97, 2000, 2002, 2003, 2004, 2005, 2009, 2010
- Estnische Spielerin der Saison (3×): 2012, 2015, 2016
- Estnische Torschützenkönigin (14×): 1997/98, 1998, 2000, 2003, 2004, 2005, 2006, 2011, 2012, 2013, 2014, 2015, 2016